# Kieran Tierney
Kieran Tierney (sinh ngày 5 tháng 6 năm 1997) là một cầu thủ bóng đá chuyên nghiệp người Scotland hiện đang thi đấu cho câu lạc bộ Premier League Arsenal và đội tuyển bóng đá quốc gia Scotland ở vị trí hậu vệ trái hoặc trung vệ.
Tierney trưởng thành từ lò đào tạo của Celtic và có trận ra mắt đội một vào tháng 4 năm 2015. Tháng 8 năm 2019, anh gia nhập Arsenal với mức phí chuyển nhượng 25 triệu bảng Anh, trở thành cầu thủ bóng đá đắt giá nhất lịch sử Scotland. Sau giai đoạn đầu mùa giải bị chấn thương háng, Tierney có màn ra mắt Arsenal trong chiến thắng 5-0 trước Nottingham Forest tại Cúp EFL ngày 24 tháng 9 năm 2019.

## Thống kê sự nghiệp

### Câu lạc bộ
Tính đến ngày 23 tháng 5 năm 2021
| Câu lạc bộ     | Mùa giải       | Giải vô địch         | Giải vô địch | Giải vô địch | Cúp quốc gia | Cúp quốc gia | Cúp liên đoàn | Cúp liên đoàn | Châu Âu | Châu Âu | Khác | Khác | Tổng cộng | Tổng cộng |
| Câu lạc bộ     | Mùa giải       | Hạng đấu             | Trận         | Bàn          | Trận         | Bàn          | Trận          | Bàn           | Trận    | Bàn     | Trận | Bàn  | Trận      | Bàn       |
| -------------- | -------------- | -------------------- | ------------ | ------------ | ------------ | ------------ | ------------- | ------------- | ------- | ------- | ---- | ---- | --------- | --------- |
| Celtic         | 2014–15        | Scottish Premiership | 2            | 0            | 0            | 0            | 0             | 0             | 0       | 0       | —    | —    | 2         | 0         |
| Celtic         | 2015–16        | Scottish Premiership | 23           | 1            | 4            | 0            | 2             | 0             | 4       | 0       | —    | —    | 33        | 1         |
| Celtic         | 2016–17        | Scottish Premiership | 24           | 1            | 5            | 1            | 2             | 0             | 9       | 0       | —    | —    | 40        | 2         |
| Celtic         | 2017–18        | Scottish Premiership | 32           | 3            | 5            | 0            | 4             | 1             | 14      | 0       | —    | —    | 55        | 4         |
| Celtic         | 2018–19        | Scottish Premiership | 21           | 0            | 2            | 0            | 3             | 0             | 14      | 1       | —    | —    | 40        | 1         |
| Celtic         | 2019–20        | Scottish Premiership | 0            | 0            | –            | –            | –             | –             | 0       | 0       | —    | —    | 0         | 0         |
| Celtic         | Tổng cộng      | Tổng cộng            | 102          | 5            | 16           | 1            | 11            | 1             | 41      | 1       | —    | —    | 170       | 8         |
| Arsenal        | 2019–20        | Premier League       | 15           | 1            | 3            | 0            | 2             | 0             | 4       | 0       | —    | —    | 24        | 1         |
| Arsenal        | 2020–21        | Premier League       | 27           | 1            | 1            | 0            | 0             | 0             | 9       | 1       | 1    | 0    | 38        | 2         |
| Arsenal        | Tổng cộng      | Tổng cộng            | 42           | 2            | 4            | 0            | 2             | 0             | 13      | 1       | 1    | 0    | 62        | 3         |
| Tổng sự nghiệp | Tổng sự nghiệp | Tổng sự nghiệp       | 144          | 7            | 20           | 1            | 13            | 1             | 54      | 2       | 1    | 0    | 232       | 11        |

### Quốc tế
Tính đến ngày 26 tháng 3 năm 2024
| Đội tuyển bóng đá quốc gia Scotland | Đội tuyển bóng đá quốc gia Scotland | Đội tuyển bóng đá quốc gia Scotland |
| Năm                                 | Số trận                             | Bàn thắng                           |
| ----------------------------------- | ----------------------------------- | ----------------------------------- |
| 2016                                | 2                                   | 0                                   |
| 2017                                | 7                                   | 0                                   |
| 2018                                | 3                                   | 0                                   |
| 2019                                | 0                                   | 0                                   |
| 2020                                | 4                                   | 0                                   |
| 2021                                | 14                                  | 0                                   |
| 2022                                | 5                                   | 1                                   |
| 2023                                | 6                                   | 0                                   |
| 2024                                | 2                                   | 0                                   |
| Tổng cộng                           | 43                                  | 1                                   |

Bàn thắng và kết quả của Scotland được để trước.
| @ | Ngày                | Địa điểm                        | Số trận | Đối thủ | Bàn thắng | Kết quả | Giải đấu |
| - | ------------------- | ------------------------------- | ------- | ------- | --------- | ------- | -------- |
| 1 | 24 tháng 3 năm 2022 | Hampden Park, Glasgow, Scotland | 31      | Ba Lan  | 1–0       | 1–1     | Giao hữu |

## Danh hiệu

### Câu lạc bộ

#### Celtic
- Giải bóng đá Ngoại hạng Scotland: 2015–16,[11] 2016–17,[12] 2017–18, 2018–19[13]
- Cúp Quốc gia Scotland: 2016–17,[14] 2017–18[15]
- Cúp Liên đoàn Scotland: 2017–18,[16] 2018–19[17]

#### Arsenal
- FA Cup: 2019–20
- FA Community Shield: 2020, 2023

### Cá nhân
- Cầu thủ trẻ Scotland xuất sắc nhất năm do Hiệp hội cầu thủ chuyên nghiệp Scotland bầu chọn: 2015–16,[18] 2016–17,[19] 2017–18[20]
- Cầu thủ trẻ của năm do SFWA bầu chọn: 2015–16,[21] 2016–17,[22] 2017–18[23]
- Cầu thủ trẻ của Celtic xuất sắc nhất năm: 2015–16, 2016–17,[24] 2017–18[25]
- Cầu thủ trẻ của năm theo bình chọn của các cổ động viên ở SPSA: 2017[26]
- Đội hình tiêu biểu của năm (Giải bóng đá Ngoại hạng Scotland): 2015–16,[27] 2016–17[28] 2017–18[20]
- PFA Scotland Goal of the Season: 2017–18[20]
- Celtic FC Goal of the Season: 2017–18[25]
- Scottish Premiership Player of the Month: Tháng 10 năm 2017[29]